# Peter I. (Aragón)

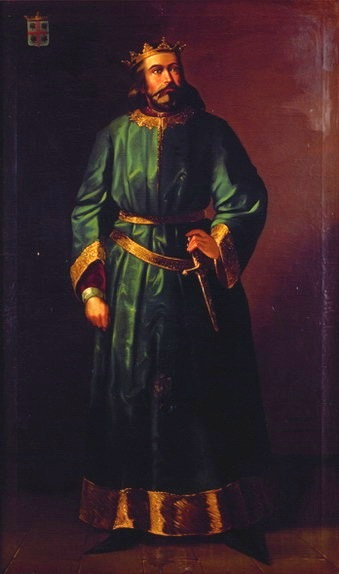
Peter I., Phantasiegemälde aus dem 19. Jahrhundert

Peter I. (* um 1068; † 27./28. September 1104) war ein König von Aragón und Navarra aus dem Haus Jiménez. Er war der älteste Sohn des Königs Sancho I./V. von Aragon-Navarra aus dessen erster Ehe mit Isabella von Urgell.

## Leben
Peter kam 1094 auf den Thron Aragóns, nachdem sein Vater bei der erfolglosen Belagerung der maurischen Stadt Huesca gefallen war. Er setzte den Kampf fort und konnte nach dem Sieg in der Schlacht von Alcoraz am 18. November 1096 gegen den Taifakönig von Saragossa und dessen kastilische Verbündete Huesca schließlich erobern. Zur Fortführung der Reconquista verbündete sich Peter 1097 mit Rodrigo Díaz „El Cid“ de Vivar und verheiratete seinen Sohn mit dessen Tochter. Nach einer Belagerung von mehr als einem Jahr konnte er am 18. Oktober 1100 auch das lang umkämpfte Barbastro endgültig erobern und damit die Grenze Aragóns zum muslimischen Al-Andalus dauerhaft an den Ebro verschieben. Angeblich beabsichtigte Peter im Jahr 1101 eine bewaffnete Pilgerfahrt nach Jerusalem, um den Rittern des ersten Kreuzzugs nachzueifern, was ihm aber von Papst Paschalis II. untersagt worden sei, der ihn stattdessen zur Fortsetzung des Heidenkampfs in der Heimat ermutigt habe. Die Glaubwürdigkeit dieser Erzählung wird allerdings als gering eingestuft. Im Herbst 1102 begann Peter die Belagerung von Saragossa, des mächtigsten maurischen Taifakönigsreichs und Hauptrivalen von Aragón. Doch eine massive Gegenoffensive der Mauren unter der Führung der Almoraviden, bei der sein Vetter Ermengol V. von Urgell getötet wurde, nötigte ihn zum Abbruch der Belagerung.
Peter starb am 27. oder 28. September 1104 im Alter von etwa 35 Jahren, kurz nachdem auch seine Kinder gestorben waren; er wurde mit ihnen im Kloster San Juan de la Peña bestattet. Seine Expansionspolitik gegen Saragossa wurde von seinem Halbbruder Alfons I. „dem Kämpfer“ erfolgreich fortgeführt, der damit die Etablierung Aragóns als zweiter christlicher Macht auf der iberischen Halbinsel neben León-Kastilien vollendete.

## Ehen und Nachkommen
Im Januar 1086 heiratete Peter in Jaca in erster Ehe Agnes von Poitou († 1097), Tochter des Herzogs Wilhelm VIII. von Aquitanien. Mit ihr hatte er zwei Kinder:
- Peter († 1. Februar 1104), ⚭ 1098 María Rodríguez, Tochter des El Cid;
- Isabella († vor 18. August 1104).

Nachdem Agnes gestorben war, heiratete er am 16. August 1097 in Huesca die italienische Adlige Bertha (* um 1075; † vor 1111), möglicherweise eine Tochter des Grafen Peter I. von Savoyen und Turin.